# تیلی واسبرگ
تیلی واسبرگ (انگلیسی: Tilly Vosburgh؛ زادهٔ ۱۷ دسامبر ۱۹۶۰) بازیگر اهل بریتانیا است.
از فیلم‌ها یا برنامه‌های تلویزیونی که وی در آن نقش داشته‌است، می‌توان به خرید، ورا دریک، تاوان، نگاه عشق، پوآرو، تلفات، شهر هالبی، اوج مخملی، ایست‌اندرز و دور از اجتماع خشمگین اشاره کرد.